# Anésia Cauaçu
Anésia Adelaide Cauaçu, fue una cangaceira brasileña, que vivió en la región de Jequié, en el interior de Bahía, a inicios del siglo XX.

## Historia
Inicialmente, Anésia era ama de casa, dedicada a su marido y a los hijos, pero abandonó esa vida para ingresar en el cangaço, juntándose con sus tíos y hermanos que formaban la temida y afamada banda de los Cauaçus.
Carismática y extremamente bonita, Anésia era el miembro más célebre de esa banda pues, además de tener conocimiento de tácticas de guerrilla, y ser de una puntería infalible, también jugaba capoeira. Uno de sus grandes proezas fue arrancar, a una distancia considerable, y con un tiro certero, una falange de un delegado que les indicaba a los policías donde debían tomar posición, durante un sonado tiroteo en el centro de Jequié.
En 1916, Anésia abandonó el cangaço y se fue a vivir con su familia, bajo la protección de un hacendado que debía favores a los cauaçus mas, traída por él mismo, fue entregada a la policía y nunca más se supo de ella.
El escritor Ivan Estevam Ferreira, en su libro "A Pedra do Curral Novo", sugiere que Anésia pudo haber fallecido, en Jequié, e identificada como una anciana que murió en el año de 1987 con 93 años, que vivía bajo los cuidados de personas caricativas.